# La Revue du vin de France
La Revue du vin de France (Винный обзор Франции) — один из крупнейших журналов во Франции в области вина, с тиражом 50 000 экземпляров ежемесячно. По мнению британского винного критика, журналиста и писателя Дженсис Робинсон это «единственный серьезный винный журнал Франции».
После приобретения журнала компанией Groupe Marie Claire в 2004 году, давние винные критики Мишель Беттан и Тьерри Дессо покинули издание, сославшись на причины редакционных разногласий.
Ее редактор Денис Саверот обвинил французское правительство в неуважении к французской культуре, после того как Парижский суд постановил, что статья Le Parisien о шампанском рассматривалась как реклама, подпадающая под действие закона Evin, регулирующего рекламу алкоголя и табака.